# 全日本葬祭業協同組合連合会
全日本葬祭業協同組合連合会（ぜんにほん そうさいぎょう きょうどうくみあい れんごうかい）は、日本の葬祭業者で構成される協同組合の連合会である。略称は全葬連。国際葬儀連盟加盟組織。

## 概要
日本国内の葬祭業者によって組織される。葬祭に関する資格の認定や災害時の行政との協力、葬儀に関する知識の普及啓発、加盟業者の案内などを行っている。
会員数
- 56事業協同組合、組合員1,186社（令和6年現在）

機関紙
- 『葬祭界』[1]

### 役員
会長
- 石井時明（富士見斎場・さがみ葬祭／神奈川県） 2018 -

常務理事
- 関光治（小樽典礼／北海道）

専務理事
- 松本勇輝

### 歴代会長
1. 小林總一郎 （東京都葬祭業協同組合）1956 - 1980
2. 松井信史朗 （京都公益創業者）1980 - 1994
3. 吉田二朗 （高松公益）1994 - 2004
4. 松井昭憲 （京都公益）2004 - 2018
5. 石井時明 （富士見斎場・さがみ葬祭／神奈川県）2018 -

## 沿革
- 1956年11月、全日本葬祭業協同組合連合会、第1回大会開催（13事業協同組合、組合員851名）[2]
- 1962年、青年部会発足
- 1975年2月、通産省認可の全日本葬祭業協同組合連合会として創立（28事業協同組合、組合員926名）
- 1976年、国際葬儀連盟加盟
- 1982年、第1回「葬儀についてのアンケート調査」実施（日本消費者協会へ委託。以降第8回まで）
- 2012年、全葬連葬儀事前相談員資格講座開始
- 2014年、全日本葬祭業政治連盟設立
- 2021年、国際葬儀連盟創立50周年記念日本大会開催
- 2025年、陸上自衛隊と協定締結[3]

### 受賞歴
- 2012年、防災功労者・内閣総理大臣表彰
- 2013年、厚生労働省より感謝状授与

## 資格認定
全葬連大学校講座・葬祭経営士
葬祭業を経営する上での知識を学ぶ。受講期間は2年。
全葬連葬祭コーディネーター
葬儀に関するあらゆる知識・実務を問う、連合会認定の資格。学科試験がある。
全葬連葬儀事前相談員資格
平成24年より開始。勤務3年以上の者を対象。令和3年よりオンライン講座となる。

### 葬祭ディレクター技能審査協会として
葬祭ディレクター
葬儀に関する知識・実務を認定する厚生労働省認定の技能検定

## 所在地
東京都港区港南2-4-12

## その他
発行
- 『全葬連二十五年史』（全葬連二十五年史編纂委員会、1982年）
- 『全葬連50年史』（全葬連50年史編纂委員会、2006年）

協力
- 『豊かな死を受け入れるために』（東京博善監修、廣済堂、2020年）

フューネラールアンバサダー
- 田村淳 2023 - [4]

### 登録届出制へ
政治連盟として、葬祭業者の国への登録・届け出制への移行を要請している。